# Henryk Tomasz Kaiser
Henryk Tomasz Kaiser (ur. 13 lipca 1951 w Krakowie) – polski artysta fotografik.

## Życiorys
Jego ojciec, dr inż. Henryk Kaiser, wykładowca Politechniki Krakowskiej i Akademii Górniczo-Hutniczej, był wynalazcą szeregu patentów i pierwszym badaczem ogrzewania słonecznego w Polsce (Henryk Kaiser, Analiza niektórych zagadnień związanych z odbiorem energii słonecznej (1986), Wykorzystanie energii słonecznej (AGH, Kraków, 1995).
W latach 1952–1955 i 1962–1964 był prezesem Krakowskiego Klubu Szachistów.
Matka, Anna z d. Stawowczyk, prawnuczka Ludwika Zieleniewskiego, właściciela Zakładów im. L. Zieleniewskiego w Krakowie, jedynej w Galicji fabryki budowy maszyn.
Od 1966 trenował judo pod opieką Władysława Nowaka, zdobywając w 1969 brązowy medal na Mistrzostwach Polski.
Jest absolwentem Wydziału Mechanicznego Politechniki Krakowskiej. 
Fotografią Henryk Tomasz Kaiser zaczął interesować się od 1971 jako członek Krakowskiego Towarzystwa Fotograficznego, którego prezesem był Władysław Klimczak, a doradcami artystycznymi Jerzy Baranowski i Czesław Mostowski. W latach 1970–1980 zdobył około 60 nagród na Międzynarodowych i Krajowych Salonach Fotografii, w tym Grand Prix i Złoty Medal w międzynarodowym konkursie Akt i Portret „Venus” (1975).
W 1977 został członkiem Związku Polskich Artystów Fotografików. 
W latach 1977–1980 kierował grupą fotograficzną „Centrum”, w skład, której wchodzili m.in. Zbigniew Jabłoński, Wiesław Brzóska, Józef Duda, Artur Gawor, Zbigniew Gdula, Kazimierz Kawulak, Augustyn Profus.
W 1981 wyjechał do Nowego Jorku. Pracował tam w laboratorium fotograficznym „Quality Color”, obsługującym „Cosmopolitan” i „People” oraz od 1985 w „Rainbow Graphic”, gdzie opracowywał ekskluzywne zdjęcia dla „Reader’s Digest”. Specjalizował się też w montażach fotograficznych, realizowanych za pomocą specjalnej techniki wykorzystującej maski czarno-białe.
W połowie lat 80. podjął współpracę z agencjami Stock Photography Agencies. Jego zdjęcia były publikowane przez National Geographic, Advertising Unlimited, British Airways, Fuji Film, General Motors, Kodak, LOT, Panasonic, Simon & Schuster, Sony, Reader’s Digest oraz w wielu magazynach, książkach, kalendarzach, grach, folderach, na pocztówkach, billboardach itp.. 
W latach 90. publikował około 1500 zdjęć rocznie.
Członek American Society of Media Photographers (ASMP).
Uczestnik wielu wystaw indywidualnych i zbiorowych.
W 2003, po 22 latach pobytu w USA, powrócił do Krakowa.
W 2008 ukazał się jego 365-stronicowy album pt. Kraków i My.